# Turis Fratyr
Turis Fratyr es el primer álbum de estudio de la banda alemana de folk metal Equilibrium. Fue lanzado en febrero de 2005.

## Lista de canciones
1. "Turis Fratyr"00:34
2. "Wingthors Hammer"06:41
3. "Unter der Eiche" 04:50
4. "Der Sturm" 	03:45
5. "Widars Hallen" 08:16
6. "Met" (Mead)02:23
7. "Heimdalls Ruf" 01:51
8. "Die Prophezeiung" 05:18
9. "Nordheim" 05:11
10. "Im Fackelschein" 01:58
11. "Tote Heldensagen" 09:10
12. "Wald der Freiheit" 03:00
13. "Shingo Murata" - Digipack Bonus 05:29